# Wiktor Barabasz

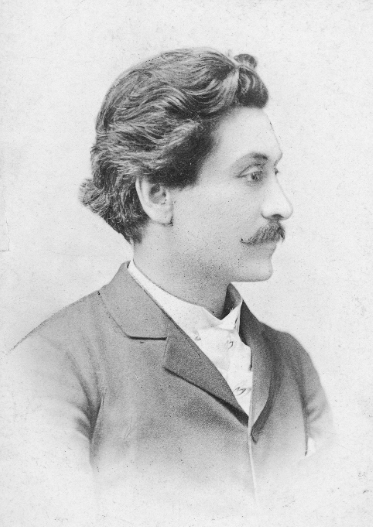
Wiktor Barabasz

Wiktor Barabasz (* 30. August 1855 in Bochnia; † 25. Juli 1928 in Krakau) war ein polnischer Pianist, Dirigent und Musikpädagoge.
Barabasz studierte ab etwa 1868 an der Musikschule der Musikgesellschaft Muza bei Kazimierz Hofman und Antoni Płachecki. Am Konservatorium der Gesellschaft der Musikfreunde in Wien setzte er seine Ausbildung in den Fächern Klavier bei Josef Dachs und Musiktheorie bei Franz Krenn fort. Nach seiner Rückkehr unterrichtete er bis zu seinem Tod an der Schule der Musikfreunde (ab 1888 Musikakademie Krakau). Nach dem Tod von Władysław Żeleński 1921 folgte er diesem als Rektor der Akademie nach.
1978 gründete er den Akademischen Chor in Krakau, den er bis 1919 leitete, 1888 ein Amateursinfonieorchester, mit dem er „Volkskonzerte“ für arme Einwohner von Krakau veranstaltete. Zweimal (von 1886 bis 1909 und von 1918 bis 1921) war er künstlerischer Leiter der Krakauer Musikgesellschaft. In seiner Zeit als Rektor sanierte er die Musikakademie finanziell, stellte viele neue Pädagogen ein und leitete tiefgreifende Reformen ein.